# Capitán Meza Puerto
Capitán Meza Puerto es una ciudad histórica ubicada a orillas del río Paraná en la zona fronteriza con la República Argentina.

## Fundación y origen del nombre
Fue fundada en 1907 por el antropólogo, etnógrafo y filólogo Federico Christian Maintzhusen y su nombre conmemora la figura de Pedro Ignacio Meza (1813-1865); Meza ingresó como soldado en el ejército de su país, Paraguay, en 1841 y fue asignado en 1845 a la Marina que se había creado recientemente en ese país, ganando sucesivos ascensos de grado. Iniciada la Guerra de la Triple Alianza comandó en 1864 la flota paraguaya en la campaña del Mato Grosso. El 11 de junio de 1865 cuando comandaba la escuadra paraguaya en la batalla del Riachuelo fue gravemente herido al abordar al vapor enemigo Parnahyba, falleciendo cuatro días después en el hospital de la Fortaleza de Humaitá con el grado de comodoro con que fue honrado por su gobierno.

## Ubicación y características
Es la primera ciudad del Distrito de Capitán Meza y del Nordeste de Itapúa y está considerada zona turístico del distrito formando parte del circuito de la Secretaria Nacional de Turismo (Senatur) como parte del paquete turístico Ruta de la Yerba Mate o Ka´a Rape y Salto Rape. La comunidad se sitúa como portal de acceso desde Argentina y se encuentra en ella el emblemático Puente Colgante símbolo turístico del Distrito de Capitán Meza.
Originalmente el núcleo poblacional más importante se encontraba en la zona del puerto Capitán Meza, pero con el paso del tiempo la concentración urbana fue creciendo en el kilómetro 16, por donde cruza la ruta asfaltada Proyecto 14-18 y también el camino vecinal totalmente asfaltado que sale del puerto del distrito y conecta con el distrito de Itapúa Poty. Subsiste, sin embargo, una población importante en el puerto y allí se encuentra actualmente el club de pesca.
Desde diciembre de 2016 se encuentra abierta al público la Playa Municipal de Capitán Meza, cuyos 150 metros sobre el Río Paraná es frecuentada  por todo tipo de personas  para disfrutar de la arena limpia, las aguas agradables y mansas, el sol y los deportes náuticos, además de admirar bellas puestas de sol.
En esta ciudad se constituyó las primeras instituciones públicas y los primeros trabajos científicos de su fundador Federico Maintzhusen sobre la Etnia Precolombina de los Anche- Guayakies.
Mayntzhusen falleció en el lugar el 8 de abril de 1949 a sus 76 años de edad y un sencillo mausoleo en la comunidad guarda sus restos.